# 鹅掌柴
鹅掌柴（学名：Schefflera octophylla），又名鴨腳木、鴨母樹、江某、七加皮。为五加科鹅掌柴属的植物。花淡黃色，小型難辨雌雄，臺灣民間俗稱「公母」，因臺語諧音寫作「江某」。

## 形态
常绿乔木或灌木。掌状复叶，椭圆形小叶6～9枚。冬季开白色花，伞房花序聚生成大型圆锥花序。暗紫色球形果实。

## 分布
分布在台湾以及中国大陆的广东、广西等地，生长于海拔400米至900米的地区，见于谷地密林下、溪边较湿润处和树上。